# CBS
La CBS (acronimo del precedente nome della rete, Columbia Broadcasting System) è un'emittente radiotelevisiva statunitense di New York, in lingua inglese, controllata da Paramount Skydance Corporation.

## Descrizione
Pioniera dei network radiofonici, sin dai suoi primi anni di vita la CBS ha goduto di un'ottima reputazione come emittente di qualità: prima dell'avvento delle televisioni via cavo, il network era uno dei tre dominatori del mercato televisivo statunitense. Precedentemente di proprietà della Viacom, un tempo una sussidiaria della CBS stessa, è oggi parte della nuova CBS Corporation, nata in seguito alla scissione della Viacom all'inizio del 2006.
La CBS Corporation e la nuova Viacom, in precedenza controllate da Sumner Redstone, fanno parte di Paramount Global. In passato l'azienda era proprietaria di società quali la Fender e la Columbia Pictures.
La società ha sede presso il CBS Building di New York e importanti impianti di produzione e operazioni a New York City (presso il CBS Broadcast Center) e Los Angeles (presso il CBS Television City e il CBS Studio Center).
A volte la CBS viene chiamata "Eye Network" (rete dell'occhio), in riferimento al logo della compagnia, in uso dal 1951. È stata anche chiamata "rete Tiffany", alludendo alla percezione dell'alta qualità della programmazione CBS sotto la direzione di William S. Paley ma anche ad alcune delle prime dimostrazioni della televisione a colori del canale, svolte in un ex edificio della Tiffany & Co. a New York nel 1950.
La rete ha origine come United Independent Broadcasters Inc., una catena di 16 stazioni radio acquistate da Paley nel 1928 e ribattezzata Columbia Brodcasting System. Sotto la guida di Paley, la CBS divenne una delle più grandi reti radiofoniche degli Stati Uniti, una delle tre grandi reti televisive statunitensi e, attraverso la Columbia Records, casa discografica. Nel 1974, la CBS abbandonò il suo nome completo e divenne nota semplicemente come CBS, Inc. La Westinghouse Electric Corporation la rilevò nel 1994 adottando il nome di CBS Broadcasting, Inc. nel 1997 e, infine, CBS Corporation. Nel 1999 la CBS passò sotto il controllo di Viacom. Alla fine del 2005 Viacom si divise in due società separate, ripristinando nel 2006 la CBS Corporation, sotto il suo controllo. In tempi più recenti CBS Corporation è passata a Sumner Redstone (1923-2020) attraverso National Amusements, che controlla anche l'attuale Viacom.
La CBS continua a gestire la rete CBS Radio, che ora fornisce principalmente notizie e contenuti per il portafoglio di stazioni radio possedute e gestite nei mercati di grandi e medi dimensioni e stazioni radio affiliate in vari altri mercati. La rete televisiva ha più di 240 stazioni televisive possedute ed affiliate in tutti gli Stati Uniti.

## Storia

### Primi anni
Le origini della CBS risalgono al 27 gennaio 1927, con la creazione di una rete chiamata United Independent Broadcasters a Chicago dal talent agent di New York Arthur Judson. La rete presto ebbe bisogno di ulteriori investitori, e la Columbia Phonograph Company, produttore della Columbia Records la salvò nell'aprile del 1927; di conseguenza, la rete prese il nuovo nome Columbia Phonographic Broadcasting System il 18 settembre dello stesso anno. La Columbia Phonographic va in onda il 18 settembre 1927, con una presentazione della Howard L. Barlow Orchestra dalla flagship station WOR di Newark, New Jersey e una quindicina di affiliati.
I costi operativi sono elevati, in particolare i pagamenti a AT&T per l'uso delle sue linee terrestri, e verso la fine del 1927, la Columbia Phonograph vuole abbandonare. All'inizio del 1928 Judson cede la rete ai fratelli Isaac e Leon Levy, proprietari della rete affiliata di Filadelfia WCAU, e al loro socio Jerome Louchenheim. Nessuno dei tre è interessato ad assumere la gestione quotidiana della rete, quindi mettono al comando il ricco 26enne William S. Paley, figlio di una famiglia titolari di un'importante azienda per la produzione di sigari di Filadelfia e cognato dei Levy, come presidente. Con la compagnia discografica fuori dal campo, Paley semplifica rapidamente il nome della compagnia in "Columbia Broadcasting System". Crede nel potere della pubblicità radiofonica da quando i sigari della sua famiglia "La Palina" hanno raddoppiato le loro vendite dopo che il giovane William ha convinto gli anziani a fare pubblicità alla radio. Nel settembre del 1928, Paley acquista la parte di Cchen di Louchenheim e ne diventa il proprietario di maggioranza con il 51% dell'azienda.
Spostando la sede principale da New York a Filadelfia. La stazione si chiama WCAU.
Nel novembre del 1927 compra la WABC di Brooklyn per 410 000 $ e si crea una frequenza propria sui 860 kHz. Nel 1946 la WABC diventa WCBS, mentre la CBS compra altre stazioni come la KNX, la KCBS, la KQW, la WBBM, la WJSV e la WTOP.
Nel frattempo iniziano anche le trasmissioni regolari in TV a partire dal 1º luglio 1941 alle 14:30 ora locale, circa un’ora dopo la nascita di NBC.
Durante la seconda guerra mondiale la CBS trasmette alla radio minuto per minuto tutta l'evoluzione del conflitto diventando così la prima radio a trasmettere la guerra in diretta. Il network trasmette anche programmi diplomatici/culturali (diplomazia culturale) in Nord e Sud America durante la guerra per promuovere la pace, panamericanismo e politica di buon vicinato. (Vedere Viva América) Tra i musicisti e i compositori presenti su queste trasmissioni sono stati inclusi: Alfredo Antonini, Juan Arvizu, Nestor Mesta Chayres, Eva Garza, Elsa Miranda, Los Panchos, Miguel Sandoval, John Serry e Terig Tucci. Pian piano la CBS si espande a livello nazionale fino a diventare fra i più grandi network della televisione americana.
Nel 1954 la CBS viene acquisita dal presidente della NBC Jack Benny: la programmazione del network resta comunque invariata, mantenendo anche le stesse stazioni già gestite.
Nel 1982 la CBS collabora con l'azienda di videogiochi Coleco per creare la console Colecovision.
La caratteristica tipica della programmazione radiofonica della CBS consiste nel mandare in onda ogni ora un notiziario sempre aggiornato sugli eventi che accadono nel mondo.
La KNX di Los Angeles ha una programmazione diversa da quella della WCBS di New York. A Los Angeles nasce una stazione autonoma.

### L'arrivo del colore
Nel 1950 la CBS è la prima televisione al mondo a introdurre il colore, ma il sistema usato non è compatibile con i televisori in bianco e nero e ad essere effettivamente venduti sono ben pochi dei costosi esemplari di televisori prodotti con questo sistema primitivo.
Nei primi anni Settanta la CBS acquista i diritti televisivi di alcune squadre professionistiche come i New York Yankees e i Boston Celtics.

## Emittenti affiliate

### Emittenti affiliate di proprietà
| DMA# | Città                              | Emittente                      | Canale TV (frequenza) | Anno di affiliazione | Posseduta dal |
| ---- | ---------------------------------- | ------------------------------ | --------------------- | -------------------- | ------------- |
| 1.   | New York                           | WCBS-TV                        | 2 (33)                | 1948                 | 1941          |
| 2.   | Los Angeles                        | KCBS-TV                        | 2 (43)                | 1951                 | 1951          |
| 3.   | Chicago                            | WBBM-TV                        | 2 (12)                | 1953                 | 1953          |
| 4.   | Filadelfia                         | KYW-TV                         | 3 (26)                | 1995                 | 1995          |
| 5.   | Fort Worth - Dallas                | KTVT                           | 11 (11)               | 1995                 | 1999          |
| 6.   | San Francisco - Oakland - San Jose | KPIX                           | 5 (29)                | 1948                 | 1995          |
| 7.   | Boston                             | WBZ-TV                         | 4 (30)                | 1995                 | 1995          |
| 11.  | Detroit                            | WWJ-TV                         | 62 (44)               | 1994                 | 1995          |
| 15.  | Minneapolis - St. Paul             | WCCO-TV                        | 4 (32)                | 1949                 | 1992          |
| 15.  | Alexandria (Minnesota)             | KCCO-TV (satellite di WCCO-TV) | 7 (7)                 | 1981                 | 1992          |
| 15.  | Walker (Minnesota)                 | KCCW-TV (satellite di WCCO-TV) | 12 (12)               | 1981                 | 1992          |
| 16.  | Miami - Fort Lauderdale            | WFOR-TV                        | 4 (22)                | 1989                 | 1989          |
| 18.  | Denver                             | KCNC-TV                        | 4 (35)                | 1995                 | 1995          |
| 20.  | Stockton - Sacramento - Modesto    | KOVR                           | 13 (25)               | 1995                 | 2005          |
| 23.  | Pittsburgh                         | KDKA-TV                        | 2 (25)                | 1955                 | 1995          |
| 26.  | Baltimora                          | WJZ-TV                         | 13 (13)               | 1995                 | 1995          |

### Altre emittenti affiliate
| DMA#       | Città                                             | Emittente                                        | Anno di affiliazione                                                             | Posseduta da                                                    |
| ---------- | ------------------------------------------------- | ------------------------------------------------ | -------------------------------------------------------------------------------- | --------------------------------------------------------------- |
| 8.         | Atlanta                                           | WANF 46                                          | 1994                                                                             | Gray Television                                                 |
| 9.         | Washington, D.C.                                  | WUSA 9                                           | 1949                                                                             | Tegna Inc.                                                      |
| 10.        | Houston                                           | KHOU-TV 11                                       | 1953                                                                             | Tegna Inc.                                                      |
| 12.        | Phoenix                                           | KPHO-TV 5                                        | 1995 (precedentemente con CBS dal 1949 al 1955)                                  | Gray Television                                                 |
| 13.        | Tampa - St. Petersburg - Sarasota                 | WTSP 10                                          | 1994                                                                             | Tegna Inc.                                                      |
| 14.        | Seattle - Tacoma                                  | KIRO-TV 7                                        | 1997 (precedentemente con CBS dal 1958 al 1995)                                  | Cox Media Group                                                 |
| 17.        | Cleveland - Akron                                 | WOIO 19                                          | 1995                                                                             | Gray Television                                                 |
| 19.        | Orlando - Daytona Beach                           | WKMG-TV 6                                        | 1954                                                                             | Graham Media Group                                              |
| 21.        | St. Louis                                         | KMOV 4                                           | 1954 (posseduta da CBS dal 1958 al 1986)                                         | Gray Television                                                 |
| 22.        | Portland                                          | KOIN 6                                           | 1953                                                                             | Nexstar Media Group                                             |
| 24.        | Charlotte                                         | WBTV 3                                           | 1949                                                                             | Gray Television                                                 |
| 25.        | Indianapolis                                      | WTTV 4                                           | 2015                                                                             | Nexstar Media Group                                             |
| 27.        | Raleigh - Durham - Fayetteville                   | WNCN-TV 17                                       | 1985                                                                             | Nexstar Media Group                                             |
| 28.        | San Diego                                         | KFMB-TV 8                                        | 1949                                                                             | Tegna Inc.                                                      |
| 29.        | Nashville                                         | WTVF 5                                           | 1954                                                                             | E. W. Scripps Company                                           |
| 30.        | Hartford - New Haven                              | WFSB 3                                           | 1958                                                                             | Gray Television                                                 |
| 31.        | Kansas City                                       | KCTV 5                                           | 1955                                                                             | Gray Television                                                 |
| 32.        | Columbus                                          | WBNS-TV 10                                       | 1949                                                                             | Tegna Inc.                                                      |
| 33.        | Salt Lake City                                    | KUTV 2                                           | 1995 (posseduta da CBS dal 1995 al 2007)                                         | Sinclair Broadcast Group                                        |
| 34.        | Cincinnati                                        | WKRC-TV 12                                       | 1996 (precedentemente con CBS dal 1949 al 1961)                                  | Sinclair Broadcast Group                                        |
| 35.        | Milwaukee                                         | WDJT-TV 58                                       | 1994                                                                             | Weigel Broadcasting                                             |
| 36.        | Greenville - Spartanburg - Asheville              | WSPA-TV 7                                        | 1956                                                                             | Nexstar Media Group                                             |
| 37.        | San Antonio                                       | KENS-TV 5                                        | 1950                                                                             | Tegna Inc.                                                      |
| 38.        | West Palm Beach                                   | WPEC 12                                          | 1989                                                                             | Sinclair Broadcast Group                                        |
| 39.        | Grand Rapids - Kalamazoo - Battle Creek, MI       | WWMT 3                                           | 1950                                                                             | Sinclair Broadcast Group                                        |
| 40.        | Birmingham - Tuscaloosa, AL                       | WIAT 42                                          | 1970                                                                             | Nexstar Media Group                                             |
| 41.        | Harrisburg - Lancaster - York - Lebanon           | WHP-TV 21                                        | 1953                                                                             | Sinclair Broadcast Group                                        |
| 42.        | Las Vegas                                         | KLAS-TV 8                                        | 1953                                                                             | Nexstar Media Group                                             |
| 43.        | Portsmouth - Norfolk - Newport News               | WTKR 3                                           | 1952                                                                             | E. W. Scripps Company (controlled by Oak Hill Capital Partners) |
| 44.        | Albuquerque - Santa Fe                            | KRQE 13                                          | 1953                                                                             | Nexstar Media Group                                             |
| 45.        | Oklahoma City                                     | KWTV 9                                           | 1953                                                                             | Griffin Communications                                          |
| 46.        | Greensboro - High Point – Winston - Salem         | WFMY-TV 2                                        | 1949                                                                             | Gannett Company                                                 |
| 47.        | Jacksonville                                      | WJAX-TV 47                                       | 2002                                                                             | Hoffman Communications (operated by Cox Media Group)            |
| 48.        | Memphis                                           | WREG-TV 3                                        | 1955                                                                             | Nexstar Media Group                                             |
| 49.        | Austin, Texas                                     | KEYE-TV 42                                       | 1995 (posseduta da CBS dal 2000 al 2007)                                         | Sinclair Broadcast Group                                        |
| 50.        | Louisville                                        | WLKY-TV 32                                       | 1990                                                                             | Hearst Television                                               |
| 51.        | Buffalo                                           | WIVB-TV 4                                        | 1948                                                                             | Nexstar Media Group                                             |
| 52.        | Providence, R. I. - New Bedford, MA               | WPRI-TV 12                                       | 1995 (precedentemente con CBS dal 1955 al 1977; posseduta da CBS nel 1995–96)    | Nexstar Media Group                                             |
| 53.        | New Orleans                                       | WWL-TV 4                                         | 1957                                                                             | Tegna Inc.                                                      |
| 54.        | Scranton – Wilkes - Barre, PA                     | WYOU 22                                          | 1953                                                                             | Mission Broadcasting (controlled by Nexstar Media Group)        |
| 55.        | Fresno                                            | KGPE-TV 47                                       | 1985 (precedentemente con CBS dal 1953 al 1956)                                  | Nexstar Media Group                                             |
| 56.        | Little Rock                                       | KTHV 11                                          | 1955                                                                             | Tegna Inc.                                                      |
| 57.        | Albany - Schenectady - Troy, N.Y.                 | WRGB 6                                           | 1981                                                                             | Sinclair Broadcast Group                                        |
| 58.        | Richmond                                          | WTVR-TV 6                                        | 1960 (precedentemente con CBS nel 1955–56)                                       | E. W. Scripps Company                                           |
| 59.        | Knoxville                                         | WVLT-TV 8                                        | 1988 (precedentemente con CBS dal 1953 al 1956)                                  | Gray Television                                                 |
| 60.        | Mobile, AL - Pensacola, FL                        | WKRG-TV 5                                        | 1955                                                                             | Nexstar Media Group                                             |
| 61.        | Tulsa                                             | KOTV 6                                           | 1949                                                                             | Griffin Communications                                          |
| 62.        | Fort Myers, Florida                               | WINK-TV 11                                       | 1954                                                                             | Fort Myers Broadcasting Company                                 |
| 63.        | Lexington, Kentucky                               | WKYT-TV 27                                       | 1958                                                                             | Gray Television                                                 |
| 64.        | Dayton, Ohio                                      | WHIO-TV 7                                        | 1949                                                                             | Cox Media Group                                                 |
| 65.        | Huntington - Charleston, W.V.                     | WOWK-TV 13                                       | 1986 (precedentemente con CBS dal 1958 al 1962)                                  | Nexstar Media Group                                             |
| 66.        | Flint - Saginaw - Bay City, MI                    | WNEM-TV 5                                        | 1995                                                                             | Gray Television                                                 |
| 67.        | Roanoke - Lynchburg, VA                           | WDBJ 7                                           | 1955                                                                             | Gray Television                                                 |
| 68.        | Tucson                                            | KOLD-TV 13                                       | 1953                                                                             | Gray Television                                                 |
| 69.        | Wichita                                           | KWCH-TV 12/ KBSD-TV 6/ KBSL-TV 10/ KBSH-TV 7     | 1953/1957/1959/1958 (KBSD, KBSL, e KBSH sono satelliti di KWCH)                  | Gray Television                                                 |
| 70.        | Green Bay, Wisconsin                              | WFRV-TV 5                                        | 1992 (posseduta da CBS dal 1992 al 2007)                                         | Nexstar Media Group                                             |
| 71.        | Des Moines                                        | KCCI-TV 8                                        | 1955                                                                             | Hearst Television                                               |
| 72.        | Honolulu                                          | KGMB 5/ KGMV 5/ KGMD 5                           | 1952 (KGMV e KGMD sono satelliti di KGMB)                                        | Gray Television                                                 |
| 73.        | Toledo, Ohio                                      | WTOL-TV 11                                       | 1958                                                                             | Tegna Inc.                                                      |
| 74.        | Springfield, Missouri                             | KOLR 10                                          | 1953                                                                             | Mission Broadcasting (operated by Nexstar Broadcasting Group)   |
| 75.        | Spokane, Washington                               | KREM-TV 2                                        | 1976                                                                             | Tegna Inc.                                                      |
| 76.        | Omaha                                             | KMTV 3                                           | 1986 Previously with CBS 1949-56                                                 | E. W. Scripps Company                                           |
| 77.        | Portland, Maine                                   | WGME-TV 13                                       | 1954                                                                             | Sinclair Broadcast Group                                        |
| 78.        | Paducah, KY - Cape Girardeau, MO - Harrisburg, IL | KFVS-TV 12                                       | 1954                                                                             | Gray Television                                                 |
| 79.        | Columbia, South Carolina                          | WLTX 19                                          | 1953                                                                             | Tegna Inc.                                                      |
| 80.        | Rochester, New York                               | WROC-TV 8                                        | 1989                                                                             | Nexstar Media Group                                             |
| 81.        | Syracuse, New York                                | WTVH 5                                           | 1948                                                                             | Granite Broadcasting                                            |
| 82.        | Huntsville, Alabama                               | WHNT-TV 19                                       | 1963                                                                             | Nexstar Media Group                                             |
| 83.        | Champaign - Urbana - Springfield, IL              | WCIA 3                                           | 1953                                                                             | Nexstar Media Group                                             |
| 84.        | Shreveport - Texarkana                            | KSLA-TV 12                                       | 1960                                                                             | Gray Television                                                 |
| 85.        | Madison, Wisconsin                                | WISC-TV 3                                        | 1956                                                                             | Morgan Murphy Media                                             |
| 86.        | Chattanooga                                       | WDEF-TV 12                                       | 1954                                                                             | Morris Multimedia                                               |
| 87.        | Harlingen - Weslaco, Brownsville - McAllen, TX    | KVEO-DT2                                         | 2021                                                                             | Nexstar Media Group                                             |
| 88.        | Cedar Rapids - Waterloo, Iowa City - Dubuque, IA  | KGAN-TV 2                                        | 1953                                                                             | Sinclair Broadcast Group                                        |
| 89.        | South Bend, Indiana                               | WSBT-TV 22                                       | 1952                                                                             | Sinclair Broadcast Group                                        |
| 90.        | Jackson, Mississippi                              | WJTV 12                                          | 1953                                                                             | Nexstar Media Group                                             |
| 91.        | Colorado Springs - Pueblo, CO                     | KKTV 11                                          | 1952                                                                             | Gray Television                                                 |
| 92.        | Tri-Cities, TN-VA                                 | WJHL-TV 11                                       | 1953                                                                             | Nexstar Media Group                                             |
| 93.        | Burlington, VT - Plattsburgh, N.Y.                | WCAX-TV 3                                        | 1954                                                                             | Gray Television                                                 |
| 94.        | Waco - Temple - Bryan, TX                         | KWTX-TV 10/ KBTX-TV 3                            | 1955/1957 (KBTX è un semi-satellite di KWTX)                                     | Gray Television                                                 |
| 95.        | Baton Rouge                                       | WAFB-TV 9                                        | 1953                                                                             | Gray Television                                                 |
| 96.        | Savannah                                          | WTOC-TV 11                                       | 1954                                                                             | Gray Television                                                 |
| 97.        | Quad Cities, Illinois-Iowa                        | WHBF-TV 4                                        | 1950                                                                             | Nexstar Media Group                                             |
| 98.        | El Paso                                           | KDBC-TV 4                                        | 1952                                                                             | Sinclair Broadcast Group                                        |
| 99.        | Charleston, South Carolina                        | WCSC-TV 5                                        | 1953                                                                             | Gray Television                                                 |
| 100.       | Fort Smith, Arkansas                              | KFSM-TV 5                                        | 1980                                                                             | Tegna Inc.                                                      |
| 101.       | Johnstown- Altoona - State College, Pennsylvania  | WTAJ-TV 10                                       | 1953                                                                             | Nexstar Broadcasting Group                                      |
| 102.       | Evansville, Indiana                               | WEVV 44                                          | 1995                                                                             | Communications Corporation of America                           |
| 103.       | Greenville - New Bern - Washington, N.C.          | WNCT-TV 9                                        | 1953                                                                             | Gray Television                                                 |
| 104.       | Florence - Myrtle Beach, S.C.                     | WBTW-TV 13                                       | 1954                                                                             | Media General                                                   |
| 105.       | Tallahassee, FL - Thomasville, GA                 | WCTV 6                                           | 1955                                                                             | Gray Television                                                 |
| 106.       | Lincoln - Hastings - Kearney, NE                  | KOLN-TV 10/ KGIN-TV 11                           | 1953/1961 (KGIN è un satellite di KOLN)                                          | Gray Television                                                 |
| 107.       | Fort Wayne, Indiana                               | WANE-TV 15                                       | 1954                                                                             | LIN Television                                                  |
| 108.       | Reno, Nevada                                      | KTVN 2                                           | 1967                                                                             | Sarkes Tarzian, Inc.                                            |
| 109.       | Youngstown, Ohio                                  | WKBN-TV 27                                       | 1953                                                                             | New Vision Television                                           |
| 110.       | Tyler - Longview, TX                              | KYTX 19                                          | 2004                                                                             | Max Media L.L.C.                                                |
| 111.       | Springfield - Holyoke, MA                         | WSHM-LP 3.5                                      | 2003 (semi-satellite di WFSB, Hartford CT)                                       | Meredith Corporation                                            |
| 112.       | Boise, Idaho                                      | KBOI-TV 2                                        | 1953                                                                             | Fisher Communications                                           |
| 113.       | Sioux Falls, South Dakota                         | KELO-TV 11/ KDLO-TV 3/ KPLO-TV 6                 | 1960 (KDLO e KPLO sono satelliti di KELO)                                        | Young Broadcasting                                              |
| 114.       | Lansing, Michigan                                 | WLNS-TV 6                                        | 1950                                                                             | Young Television                                                |
| 115.       | Augusta, Georgia                                  | WRDW-TV 12                                       | 1954                                                                             | Gray Television                                                 |
| 116.       | Peoria - Bloomington, IL                          | WMBD-TV 31                                       | 1958                                                                             | Nexstar Broadcasting Group                                      |
| 117.       | Cadillac - Traverse City - Sault Ste. Marie, MI   | WWTV 9/ WWUP-TV 10                               | 1954/1962 (WWUP è un satellite di WWTV)                                          | Heritage Broadcasting Group                                     |
| 118.       | Montgomery - Selma, AL                            | WAKA 8                                           | 1960                                                                             | Bahakel Communications                                          |
| 119.       | Eugene, Oregon                                    | KVAL-TV 13/ KCBY-TV 11/ KPIC 4                   | 1954/1957/1960 (KCBY e KPIC sono satelliti di KVAL)                              | Fisher Communications                                           |
| 120.       | Fargo, North Dakota                               | KXJB-TV 4                                        | 1954                                                                             | Parker Broadcasting (operated by Hoak Media Corporation)        |
| 121.       | Santa Barbara - Santa Maria - San Luis Obispo, CA | KCOY-TV 12                                       | 1959                                                                             | Cowles Publishing Company                                       |
| 122.       | Macon, Georgia                                    | WMAZ-TV 13                                       | 1953                                                                             | Gannett Company                                                 |
| 123.       | Lafayette, Louisiana                              | KLFY-TV 10                                       | 1955                                                                             | Young Broadcasting                                              |
| 124.       | Monterey - Salinas - Santa Cruz, CA               | KION-TV 46                                       | 1969                                                                             | Cowles Publishing Company                                       |
| 125.       | Bakersfield, California                           | KBAK-TV 29                                       | 1995 (previously with CBS from 1953-70)                                          | Fisher Communications                                           |
| 126.       | Yakima - Pasco - Richland - Kennewick, WA         | KIMA-TV 29/ KEPR-TV 19                           | 1953/1954 (KEPR è un semi-satellite di KIMA)                                     | Fisher Communications                                           |
| 127.       | La Crosse - Eau Claire, WI                        | WKBT 8                                           | 1954                                                                             | Morgan Murphy Media                                             |
| 128.       | Columbus, Georgia                                 | WRBL 3                                           | 1954                                                                             | Media General                                                   |
| 129.       | Corpus Christi, Texas                             | KZTV 10                                          | 1956                                                                             | Eagle Creek Broadcasting of Texas                               |
| 130.       | Chico - Redding, CA                               | KHSL-TV 12                                       | 1953                                                                             | Catamount Broadcasting                                          |
| 131.       | Amarillo, Texas                                   | KFDA-TV 10                                       | 1953                                                                             | Drewry Communications Group                                     |
| 132.       | Rockford, Illinois                                | WIFR-TV 23                                       | 1965                                                                             | Gray Television                                                 |
| 133.       | Columbus - Tupelo, MS                             | WCBI-TV 4                                        | 1978 (previously with CBS from 1956–77)                                          | Morris Multimedia                                               |
| 134.       | Wilmington, North Carolina                        | WILM-LP 10                                       | 2000                                                                             | Capitol Broadcasting                                            |
| 135.       | Wausau - Rhinelander, WI                          | WSAW-TV 7                                        | 1954                                                                             | Gray Television                                                 |
| 136.       | El Dorado, AR - Monroe, LA                        | KNOE-TV 8                                        | 1955                                                                             | Hoak Media Corporation                                          |
| 137.       | Columbia - Jefferson City, MO                     | KRCG 13                                          | 1955                                                                             | Barrington Broadcasting                                         |
| 138.       | Topeka, Kansas                                    | WIBW-TV 13                                       | 1953                                                                             | Gray Television                                                 |
| 139.       | Duluth, MN - Superior, WI                         | KDLH 3                                           | 1956                                                                             | Malara Broadcasting (operated by Granite Broadcasting)          |
| 140.       | Medford - Klamath Falls, OR                       | KTVL 10                                          | 1983                                                                             | Sinclair Broadcast Group                                        |
| 141.       | Beaumont - Port Arthur-Orange, Texas              | KFDM-TV 6                                        | 1955                                                                             | Sinclair Broadcast Group                                        |
| 142.       | Palm Springs                                      | KPSP-LP 38                                       | 1998                                                                             | Desert Television                                               |
| 143.       | Lubbock, Texas                                    | KLBK-TV 13                                       | 1952                                                                             | Nexstar Broadcasting Group                                      |
| 144.       | Salisbury (Maryland) - Dover (Delaware)           | WBOC-TV 16                                       | 1954                                                                             | Draper Holdings Business Trust                                  |
| 145.       | Wichita Falls, TX - Lawton, OK                    | KAUZ-TV 6                                        | 1953                                                                             | Hoak Media Corporation                                          |
| 146.       | Erie, Pennsylvania                                | WSEE-TV 35                                       | 1954                                                                             | Lilly Broadcasting                                              |
| 147.       | Albany, Georgia                                   | WSWG 44                                          | 2006                                                                             | Gray Television                                                 |
| 148.       | Joplin, MO - Pittsburg, KS                        | KOAM-TV 7                                        | 1980                                                                             | Saga Communications                                             |
| 149.       | Sioux City, Iowa                                  | KMEG 14                                          | 1967                                                                             | Pappas Telecasting Companies                                    |
| 150.       | Anchorage                                         | KTVA 11                                          | 1953                                                                             | MediaNews Group                                                 |
| 151.       | Panama City, Florida                              | none                                             | (servita da WTVY, Dothan AL)                                                     |                                                                 |
| 152.       | Terre Haute, Indiana                              | WTHI-TV 10                                       | 1954                                                                             | LIN Television                                                  |
| 153.       | Bangor, Maine                                     | WABI-TV 5                                        | 1962                                                                             | Diversified Communications                                      |
| 154.       | Rochester - Austin, MN - Mason City, IA           | KIMT 3                                           | 1954                                                                             | New Vision Television                                           |
| 155.       | Bluefield - Beckley - Oak Hill, W.V.              | WVNS-TV 59                                       | 2001                                                                             | West Virginia Media Holdings                                    |
| 156.       | Midland - Odessa, Texas                           | KOSA-TV 7                                        | 1956                                                                             | ICA Television                                                  |
| 157.       | Binghamton, New York                              | WBNG-TV 12                                       | 1949                                                                             | Granite Broadcasting                                            |
| 158.       | Bismarck - Minot - Williston, N.D.                | KXMC-TV 13 / KXMB-TV 12 / KXMD-TV 11 / KXMA-TV 2 | 1953 (KXMB e KXMD sono semi-satelliti di KXMC; KXMA è un semi-satellite di KXMB) | Reiten Television                                               |
| 159.       | Steubenville, OH - Wheeling, W.V.                 | WTRF-TV 7                                        | 1979                                                                             | West Virginia Media Holdings                                    |
| 160.       | Gainesville, Florida                              | WGFL 28                                          | 2003                                                                             | New Age Media                                                   |
| 161.       | Sherman, TX-Ada, OK                               | KXII-TV 12                                       | 1977                                                                             | Gray Television                                                 |
| 162.       | Pocatello - Idaho Falls, Idaho                    | KIDK 3                                           | 1953                                                                             | Fisher Communications                                           |
| 163.       | Biloxi - Gulfport, MS                             | WLOX-TV 13.2                                     | 2012                                                                             | Gray Television                                                 |
| 164.       | Yuma, AZ - El Centro, CA                          | KSWT 13                                          | 1995                                                                             | Pappas Telecasting                                              |
| 165.       | Abilene - Sweetwater, TX                          | KTAB-TV 32                                       | 1979                                                                             | Nexstar Media Group                                             |
| 166.       | Missoula, Montana                                 | KPAX-TV 8                                        | 1970                                                                             | Evening Post Publishing Company                                 |
| 167.       | Hattiesburg - Laurel, MS                          | WHLT 22                                          | 1987 (satellite di WJTV, Jackson MS)                                             | Media General                                                   |
| 168.       | Clarksburg - Weston, W.V.                         | WDTV 5                                           | 1956                                                                             | Withers Broadcasting                                            |
| 169.       | Utica, New York                                   | none                                             | (servita da WTVH, Syracuse NY)                                                   |                                                                 |
| 170.       | Billings, Montana                                 | KTVQ 2                                           | 1953                                                                             | Evening Post Publishing Company                                 |
| 171.       | Quincy, IL - Hannibal, MO                         | KHQA-TV 7                                        | 1953                                                                             | Barrington Broadcasting                                         |
| 172.       | Dothan, Alabama                                   | WTVY 4                                           | 1955                                                                             | Gray Television                                                 |
| 173.       | Jackson, Tennessee                                | WBBJ-TV 7.3                                      | 2012                                                                             | Bahakel Communications                                          |
| 174.       | Rapid City, South Dakota                          | KCLO-TV 15                                       | 1989 (satellite di KELO-TV, Sioux Falls SD)                                      | Young Broadcasting                                              |
| 175.       | Elmira, New York                                  | WENY-TV 36.2                                     | 2009                                                                             | Lilly Broadcasting                                              |
| 176.       | Lake Charles, Louisiana                           | none                                             | (servita da KLFY-TV, Lafayette LA)                                               |                                                                 |
| 177.       | Watertown, New York                               | WWNY-TV 7                                        | 1954                                                                             | United Communications Corporation                               |
| 178.       | Harrisonburg, Virginia                            | none                                             | (servita da WUSA, Washington, DC)                                                |                                                                 |
| 179.       | Alexandria, Louisiana                             | KALB-DT 5.2                                      | 2007                                                                             | Hoak Media Corporation                                          |
| 180.       | Marquette - Escanaba, MI                          | WJMN-TV 3                                        | 1992 (satellite di WFRV-TV, Green Bay WI)                                        | Liberty Media Corporation                                       |
| 181.       | Jonesboro, Arkansas                               | none                                             | (servita da WREG-TV, Memphis TN)                                                 |                                                                 |
| 182.       | Bowling Green, Kentucky                           | WNKY-DT 40.2                                     | 2007                                                                             | Max Media                                                       |
| 183.       | Charlottesville, Virginia                         | WCAV 19                                          | 2004                                                                             | Gray Television                                                 |
| 184.       | Grand Junction - Montrose, CO                     | KREX-TV 5                                        | 1954                                                                             | Hoak Media Corporation                                          |
| 185.       | Meridian, Mississippi                             | WMDN 24                                          | 1968                                                                             | WMDN Inc.                                                       |
| 186.       | Lima, Ohio                                        | WOHL-CD 35.2                                     | 2002                                                                             | Metro Video Productions                                         |
| 187.       | Greenwood - Greenville, MS                        | WXVT 15                                          | 1981                                                                             | Saga Communications                                             |
| 188.       | Laredo, Texas                                     | KVTV 13                                          | 1973                                                                             | Eagle Creek Broadcasting of Texas                               |
| 189.       | Lafayette, Indiana                                | WLFI-TV 18                                       | 1953                                                                             | Nexstar Media Group                                             |
| 190.       | Butte - Bozeman, MT                               | KXLF-TV 4/ KBZK 7                                | 1953/1958 (KBZK è un satellite di KXLF)                                          | Evening Post Publishing Company                                 |
| 191.       | Great Falls, Montana                              | KRTV 3                                           | 1959                                                                             | Evening Post Publishing Company                                 |
| 192.       | Bend, Oregon                                      | KBNZ-LP 7 / K31CR 31                             | (satelliti di KOIN-TV, Portland OR)                                              | New Vision Television                                           |
| 193.       | Parkersburg, West Virginia                        | none                                             | (servita da WBNS-TV, Columbus OH e WOWK-TV, Huntington WV)                       |                                                                 |
| 194.       | Twin Falls, Idaho                                 | KMVT-TV 11                                       | 1955                                                                             | Neuhoff Family Limited Partnership                              |
| 195.       | Eureka, California                                | KVIQ 17                                          | 1987                                                                             | Raul Broadcasting (operated by Sainte Partners II, L.P.)        |
| 196.       | San Angelo, Texas                                 | KLST 8                                           | 1962                                                                             | Nexstar Broadcasting Group                                      |
| 197.       | Casper - Riverton, WY                             | KGWC-TV 14/ KGWL-TV 5                            | 1979/1982 (KGWL è un satellite di KGWC)                                          | Mark III Media                                                  |
| 198.       | Cheyenne, WY - Scottsbluff, NE                    | KGWN-TV 5/ KSTF 10                               | 1954/1965 (KSTF è un satellite di KGWN)                                          | SagamoreHill Broadcasting                                       |
| 199. (tie) | Mankato, Minnesota                                | KEYC-TV 12                                       | 1961                                                                             | United Communications Corporation                               |
| 199. (tie) | Ottumwa, IA - Kirksville, MO                      | KTVO-DT 3.2                                      | 2011                                                                             | Barrington Broadcasting                                         |
| 201.       | St. Joseph, Missouri                              | none                                             | (servita da KCTV, Kansas City MO)                                                |                                                                 |
| 202.       | Fairbanks, Alaska                                 | K13XD 13                                         | 1996                                                                             | Tanana Valley Television Corporation                            |
| 203.       | Zanesville, Ohio                                  | none                                             | (servita da WBNS-TV, Columbus OH)                                                |                                                                 |
| 204.       | Presque Isle, Maine                               | WAGM-TV 8.2                                      | 1956                                                                             | NEPSK Inc.                                                      |
| 205.       | Victoria, Texas                                   | KUNU-LP 41                                       | 2011                                                                             | Saga Communications                                             |
| 206.       | Helena, Montana                                   | KXLH-LP 9                                        | 1958 (satellite di KXLF-TV, Butte MT)                                            | Evening Post Publishing Company                                 |
| 207.       | Juneau - Ketchikan, AK                            | KTNL-TV 13 / KUBD 4                              | 1966 (KUBD è un satellite di KTNL)                                               | Ketchikan Television                                            |
| 208.       | Alpena, Michigan                                  | WBKB-TV 11                                       | 1975                                                                             | Stephan Marks                                                   |
| 209.       | North Platte, Nebraska                            | K04ED 4/K25KA 25                                 | ?                                                                                | Gray Television                                                 |
| 210.       | Glendive, Montana                                 | KXGN-TV 5                                        | 1957                                                                             | Stephan Marks                                                   |
| NR         | Kodiak, Alaska                                    | KUBD-LP 11                                       | 2006                                                                             | Ketchikan Television                                            |
| NR         | Lewiston (Idaho)                                  | KLEW-TV 3                                        | 1955                                                                             | Fisher Communications                                           |
| NR         | Rock Springs (Wyoming)                            | KGWR-TV 13                                       | 1981 (satellite di KGWC-TV, Casper WY)                                           | Mark III Media                                                  |
| NR         | Hamilton, Bermuda                                 | ZBM-TV 9                                         | 1958                                                                             | Bermuda Broadcasting                                            |
| NR         | Hagåtña, Guam                                     | KUAM-LP 20                                       | 1995                                                                             | Pacific Telestations, Inc.                                      |
| NR         | Kingstown, St. Vincent and the Grenadines         | ZBG-TV 9                                         | 2004                                                                             | Caribbean Television Group                                      |
| NR         | United States Virgin Islands                      | WMNS-LP 22                                       | 2009                                                                             | Innovative Communications Corporation                           |

## Palinsesto
- Golden Boy (2013)
- Battle Creek (2015)
- Bull (2016-2022)
- Beautiful (dal 1987)
- Beyond the Gates (dal 2025)
- Blue Bloods (2010-2024)
- Cold Case - Delitti irrisolti (2003-2010)
- Criminal Minds (dal 2005)
- Criminal Minds: Suspect Behavior (2011)
- Criminal Minds: Beyond Borders (2016-2017)
- CSI - Scena del crimine (2000-2015)
- CSI: Miami (2002-2012)
- CSI: NY (2004-2013)
- CSI: Cyber (2015-2016)
- CSI: Vegas  (2021-2024)
- Dallas (1978-1991)
- Un detective in corsia (1993-2001)
- Due uomini e mezzo (2003-2015)
- Enos (1980-1981)
- Elementary (2012-2019)
- FBI (dal 2018)
- FBI: Most Wanted (2020-2025)
- FBI: International (2021-2025)
- Febbre d'amore (dal 1973)
- Felix the Cat Live (1975-1977)
- Hawaii Five-0 (2010-2020)
- Hazzard (1978-1985)
- Hostages (2013-2014)
- How I Met Your Mother (2005-2014)
- Instinct (2018)
- Joan of Arcadia (2003-2005)
- La complicata vita di Christine (2006-2010)
- La signora in giallo (1984-1996)
- La tata (1993-1999)
- Limitless (2015-2016)
- MacGyver (2016-2021)
- Miami Medical (2010)
- Mike & Molly (2010-2016)
- Mom (2013-2021)
- NCIS - Unità anticrimine (dal 2003)
- NCIS: Los Angeles (2009-2023)
- NCIS: New Orleans (2015-2021)
- NCIS: Hawai'i (2021-2024)
- Person of Interest (2011-2016)
- Più forte ragazzi (1998-2000)
- Reckless (2014)
- Senza traccia (2002-2009)
- Shark - Giustizia a tutti i costi (2006-2008)
- Stalker (2014-2015)
- The Amazing Race (dal 2001)
- The Big Bang Theory (2007-2019)
- The Good Wife (2009-2016)
- The Guardian (2001-2004)
- The Mentalist (2008-2015)
- Tutti amano Raymond (1996-2005)
- Under the Dome (2013-2015)
- Scorpion (2014-2018)
- Walker Texas Ranger (1993-2001)
- SEAL Team (2017-2021, si è trasferito su Paramount+)
- Young Sheldon (2017-2024)
- S.W.A.T. (2017-2025)
- The Equalizer (2021-2025)
- Good Sam (2022)
- NCIS: Origins (dal 2024)
- FBI:CIA (dal 2025)
- Watson (dal 2024)
- Boston Blue (dal 2025)

### Eventi sportivi
- The Masters (1956- )
- College basketball (the Final Four) (dal 1981)
- College football (consistente nella Southeastern Conference Games, nel Gator Bowl e nel Sun Bowl)
  - Army-Navy Game (dal 1996)
  - Notre Dame-Navy (Quando la partita si gioca in casa di Navy)
- NFL on CBS (1956-1994, dal 1968)
  - Super Bowl I (in collaborazione con l'NBC), II, IV, VI, VIII, X, XII, XIV, XVI, XVIII, XXI, XXIV, XXVI, XXXV, XXXVIII, XLI, e XLIV
- PGA Championship (dal 1991)
- US Open (dal 1968)
- CBS Sports Spectacular (durante l'estate)
- The Late Show with David Letterman (1993-2015)
- The Late Show with Stephen Colbert (dal 2015-2026)

#### Eventi sportivi passati
- NBA on CBS (1973-1990)
- Kentucky Derby (1952-1974)
- Preakness Stakes (1960-1976)
- Belmont Stakes (1960-1985)
- Daytona 500 e altre gare delle stagioni NASCAR (1979-2000)
- Olympic Winter Games (1960, 1992, 1994, 1998)
- Major League Baseball on CBS (circa 1955-1965, 1990-1993)
- The NHL on CBS (1968-1972, 1980)
- Orange Bowl (1953-1962; 1996-1998), Fiesta Bowl (1974-1977; 1996-1998), Cotton Bowl (1958-1992; 1996-1998)
- Pro Bowlers Tour (1998-1999)
- Champ Car World Series (2002-2003, 2006-2007)

### CBS Sports
La CBS Sports è una divisione della CBS che ha il compito di trasmettere gli eventi sportivi negli Stati Uniti.
I principali programmi della CBS Sports sono NFL on CBS, The NFL Today, Southeastern Conference Football, National Collegiate Athletic Association di pallacanestro, il Pga Tour di golf e il tennis professionistico dell'ATP Tour.

## CBS All Access
CBS All Access è stato il servizio di streaming on demand della CBS lanciato nell'ottobre 2014. Il servizio permetteva agli utenti di guardare in streaming programmi televisivi passati e presenti di cui la CBS detiene i diritti. Solitamente gli episodi più recenti delle serie televisive del network vengono caricati il giorno dopo la messa in onda televisiva.
Nel novembre 2015 è stata annunciata la prima serie originale di CBS All Access, Star Trek: Discovery. Nel maggio 2016 è stato annunciato che CBS All Access avrebbe trasmesso uno spin-off di The Good Wife, The Good Fight.
Dal 4 marzo del 2021 la piattaforma streaming viene sostituita Paramount+. Oltre al cambio nome, sono stati aggiunti tutti i prodotti delle controllate di ViacomCBS.

## Volti principali
- Terry Bradshaw
- Tom Brookshier
- Hubie Brown
- Billy Cunningham
- Dan Dierdorf
- Nick Faldo
- Phyllis George
- Frank Gifford
- Tom Heinsohn
- David Letterman
- Al McGuire
- Brent Musburger
- Phil Simms
- Dick Stockton
- Pat Summerall
- Ken Venturi

## Loghi

1952-1992
settembre 2007 - settembre 2010
settembre 2010 - settembre 2011
settembre 2011 - settembre 2015
settembre 2015 - ottobre 2020
settembre 2018 - ottobre 2020
In uso dall'8 ottobre 2020